# Rovenkí (Luhansk)
|  | Per a altres significats, vegeu «Rovenkí». |

Rovenkí (en ucraïnès i en rus: Ровеньки) és una ciutat minera de carbó de l'óblast de Luhansk d'Ucraïna, situada actualment a zona separatista República Popular de Luhansk de la Rússia. El 2019 tenia 45.898 habitants.
Incloent els pobles dels voltants, la població total és propera als 84.000 (a partir del 2011).

## Geografia
Rovenkí es troba a la República Popular de Luhansk, a 60 quilòmetres del centre de la regió, Luhansk. Hi ha una sèrie de pobles prop de Rovenkí, incloent els següents: Djerjinski, Tasenovski, Nagolno-Tarasovski i Bolshekamenski. Hi ha nombroses mines de carbó situades al Rovenkí, a més de les estepes. També hi ha un bosc important al centre de Rovenkí, uns quants llacs i una estació de tren. Róvenki és molt a prop de la frontera russo-ucraïnesa.

## Història
Rovenkí es va fundar el 1705 i es va incorporar com a ciutat el 1934. Per ordre de Pere I, 49 pobles cosacs van ser cremats i destruïts el setembre de 1708, inclòs Rovenkí. Els cosacs alliberats van fugir de Pere I a una zona que ara es coneix com el "Camp salvatge". Alguns es van establir en un lloc prop d'un riu i va rebre el nom del poble nadiu abandonat: Rovenek. El 1793, el comte Vasili Orlor es va convertir en el propietari de l'assentament que més tard esdevingué el cap cosac. L'any 1829 es va obrir la primera escola d'alfabetització i l'any 1852 es va inaugurar la primera escola de primària. En aquest punt, els residents de Rovenkí treballaven sobretot la terra, criaven bestiar i criaven ovelles.
A la ciutat es publica un diari local des de l'octubre de 1930.
Durant la Segona Guerra Mundial, Rovenkí va ser ocupada per l'Alemanya nazi. Hi treballava un grup de l'organització clandestina antifeixista Komsomol (jovens comunistes) Guàrdia Jove .
Durant les dècades de 1960 i 1970, hi va haver molt desenvolupament a Rovenkí. Es van construir molts edificis nous, inclosos els edificis d'apartaments anomenats ara "Shaktyorski", "Gagarin" i "Molodyozh"." A la dècada de 1990 van començar a aparèixer empreses privades: comerç, transport i atenció al client. L'eix vertebrador de la comunitat va continuar sent les seves empreses de carbó, que representen el 95% de tots els productes manufacturats de la ciutat.
Des de principis del 2014, Rovenkí està controlada per la República Popular de Luhansk i no per les autoritats ucraïneses. L'11 de juliol de 2014, les forces prorusses van atacar una concentració de tropes ucraïneses amb coets "Grad", van infligir grans danys i baixes a dues brigades de l'exèrcit motoritzat a Zelenopillia, al sud d'aquest lloc. Es va informar que almenys 19 soldats ucraïnesos van morir i uns 100 més van resultar ferits. La baralla encara continuava al vespre. Més tard es va afirmar que el sistema de coets utilitzat en l'atac era el nou 9A52-4 "Tornado".
El 17 de febrer de 2015, l'equip d'investigació de Bellingcat va dur a terme una investigació independent i va declarar que Zelenopillia havia estat acomiadada del territori de la Federació Russa.

## Demografia
Segons el cens d'Ucraïna de 2001:
Ètnia
- Ucraïnesos: 63,6%
- Russos: 33,7%
- Belarussos: 1%

Llenguatge
- Rus: 79,8%
- Ucraïnès: 19,7%
- Belarús: 0,1%
- Armeni: 0,1%

## Educació
Hi ha 27 escoles secundàries generals i gimnasos a Rovenkí i els pobles dels voltants. També hi ha tres col·legis diferents i dues sucursals d'universitats locals ubicades a Rovenkí : una de Luhansk i una de Donetsk. La sucursal de Donetsk es troba al segon pis del col·legi tècnic-econòmic. Rovenkí també té dues biblioteques de la ciutat i cada escola té la seva pròpia biblioteca. A més, hi ha dues escoles de música, dues escoles d'art i una escola esportiva. Rovenkí té un complex esportiu, "Iubilénie" i una casa de cultura. Tots dos edificis tenen una gran influència en la cultura i l'educació esportiva dels residents. Rovenkí també té l'estadi, "Avantgarde", on es celebren els partits de futbol. L'any 2003, la ciutat de Rovenkí va tenir el seu primer voluntari del Cos de Pau, Bo Knutson, que establiria les bases pedagògiques de Dara Chesnutt, una professora voluntària del Cos de Pau els mètodes del qual van dinamitzar el sistema educatiu de l'óblast de Luhansk durant els propers anys.

## Economia
La indústria del carbó constitueix la base de l'economia. L'empresa més gran és "DTEK Rovenkí Antratsit", que inclou set mines locals. Les mines més famoses són "Frunze", "Dzerzhinkskaya" i "Vakhruseva". Hi ha tres fàbriques que se centren en el processament del carbó. DTEK ajuda a Rovenkí a desenvolupar-se i els miners es beneficien bé del seu treball.
Rovenkí també té indústries lleugeres i alimentàries. També hi ha una fàbrica de sabates i una cerveseria a la ciutat. La producció de joies de la firma "Agat" és àmpliament coneguda a molts països.

## Cultura
Hi ha dues companyies de televisió, "Nika-TV" i "RTV" i hi ha tres diaris, "Rovenkovsky Vesty", "Forward Rovenky" i "The Dialogue".

## Atraccions
Hi ha un museu Pamyati pogibshikh a la ciutat (En Memoria dels Morts en català), que és una branca del complex memorial amb seu a Sorokine Young Guard (La Guàrdia Jove). Es troba al soterrani de l'hospital central on els cinc membres de la Guàrdia Jove van passar els darrers dies abans de ser assassinats. També hi ha la fossa comuna d'aquests cinc membres de la Guàrdia Jove i un monument, erigit l'any 1965 al lloc on van ser afusellats pels nazis l'any 1943. En honor a l'alliberament de Rovenkí, es va establir un altre monument al bosc al lloc on hi va haver execucions massives.

## Gent famosa
- Alexander Fedrovich Burda - oficial soviètic durant la Segona Guerra Mundial
- Shumilov Gennady Konstantinovich - Cap de l'empresa "Rovenkyantratsity" durant més de 20 anys
- Fedir Lashchonov - jugador de voleibol soviètic retirat, medallista d'or als Jocs Olímpics de 1980
- Andriy Sidelnikov - Jugador de futbol ucraïnès i de la Unió Soviètica retirat, guanyador del Campionat d'Europa sub-21 de la UEFA el 1990.